# Mabompré
Mabompré (en wallon Måbompré) est une section de la ville belge de Houffalize située en Wallonie dans la province de Luxembourg.
C'était une commune à part entière avant la fusion des communes de 1977.

## Démographie
- Source: INS Recensements population

## Histoire
Sous le régime français, Mabompré fusionne avec Randoux.
En 1823, elle fusionne avec la commune de Vellereux, elle-même fusionnée sous le régime français avec Bonnerue, Engreux, Rafsaday, Rensiwez et Spitanche.

## Personnalité
- Albin-Georges Terrien situe l'action de ses romans dans les villages de Bonnerue et Engreux.